# Biel House
Biel House, auch Beil House, ist ein Herrenhaus nahe der schottischen Ortschaft Stenton in der Council Area East Lothian. 1971 wurde das Bauwerk in die schottischen Denkmallisten in der höchsten Kategorie A, 1987 die Außenanlagen in das Inventory of Gardens and Designed Landscapes in Scotland aufgenommen. Außerdem sind vier zugehörige Bauwerke eigenständig als Denkmäler der Kategorie B klassifiziert. Dies sind die Biel House Bridge, der Taubenturm, das Nordtor sowie die West Lodge.

## Geschichte
Biel House wurde um 1650 erbaut. Es geht jedoch auf ein älteres Tower House zurück, über das wenig bekannt ist. Zu Beginn des 18. Jahrhunderts lebte der Anti-Unionist John Hamilton, 2. Lord Belhaven and Stenton in Biel House. Um 1750 wurde das Herrenhaus überarbeitet und 1806 nach Plänen des schottischen Architekten William Atkinson erweitert. Für die Umgestaltung eines Gewächshauses zu einer Kapelle im Jahre 1883 zeichnet Robert Rowand Anderson verantwortlich. Dieses Gebäude wurde 1952 abgebrochen. Zuletzt 1920 arbeitete Robert Lorimer an Biel House.

## Beschreibung
Das Herrenhaus liegt isoliert am Biel Water rund zwei Kilometer nordöstlich des Weilers Stenton. Das heutige Aussehen mit pseudo-Bewehrung im tudorgotischen Stil erhielt es durch William Atkinson zu Beginn des 19. Jahrhunderts. Das Mauerwerk des dreistöckigen Herrenhauses besteht teilweise aus rotem Sandstein. Die Fassaden sind teils mit Harl verputzt.